# Дуато, Начо
На́чо Дуа́то, полное имя Хуан Игнасио Дуато Барсиа (исп. Nacho Duato, Juan Ignacio Duato Barcia; род. 8 января 1957, Галисия) — испанский танцовщик и хореограф, театральный художник.

## Биография
Учился балету в школе «Балета Рамбер» (Лондон), в «Мудре» Мориса Бежара (Брюссель) и в школе при Театре танца Алвина Эйли (Нью-Йорк). Начал карьеру танцовщика в шведском балете Биргит Кульберг, через год присоединился к Нидерландскому театру танца под руководством Иржи Килиана. С начала 1980-х годов выступает как хореограф, с 1988 года — хореограф Нидерландского театра танца вместе с Иржи Килианом и Хансом ван Маненом.
Как приглашённый хореограф работал с крупнейшими балетными труппами мира, среди прочих, поставил спектакли в Парижской опере, «Ла Скала», Королевском балете, Американском балетном театре и других.
С 1990 года — художественный руководитель Национального балета Испании. В 2010 году досрочно прервал контракт и объявил, что с 1 января 2011 года начинает работу в Михайловском театре в Санкт-Петербурге в должности художественного руководителя балета.
В августе 2014 года занял пост интенданта Государственного балета Берлина. В 2016 году мэр Берлина Михаэль Мюллер объявил, что контракт с Начо Дуато, истекающий в 2019 году, не будет продлён, руководить труппой будут Саша Вальц и Йохан Эман.
С 2019 года — художественный руководитель балета Михайловского театра в Санкт-Петербурге.
Двоюродный брат актрисы Аны Дуато.

## Постановки
Ставил балеты на музыку Баха, Шуберта, Бетховена, Вагнера, Респиги, Равеля, Сати, Прокофьева, Вилла-Лобоса, Ксенакиса, Гласса, Чайковского, испанских композиторов.

## Признание
- 1995 — Кавалер Ордена искусств и литературы (Франция)
- 2000 — Приз «Бенуа танца» (за балет «Формы тишины и пустоты»)
- 2011 — Премия «Золотой софит» (за программу одноактных балетов)[11]